# Bridge-Riegel
Der Bridge-Riegel ist ein am Gipfelgrat abgeflachter Bergkamm im ostantarktischen Viktorialand. In der Convoy Range ragt er unmittelbar oberhalb des Greenville Hole an der Nordseite des Greenville Valley auf.
Die Benennung erfolgte durch eine von 1989 bis 1990 in diesem Gebiet tätige Mannschaft des New Zealand Antarctic Research Program. Namensgebend ist der Umstand, dass der Bergkamm wie von einer Kommandobrücke aus einen Überblick über das gesamte Tal bietet.